# 2010年亚洲运动会科威特运动员
2010年亚洲运动会科威特参赛运动员一共有194位，男选手178位，女选手16位。
由于科威特政府对国内的奥林匹克运动进行干预，国际奥委会对科威特奥委会实施禁赛，致使在2010年亚洲运动会中，科威特选手只能以个人身份参赛，而且不能使用本国的国歌和国旗，只能奏国际奥委会会歌、升奥林匹克五环會旗。

## 奖牌获得者

### 1金牌
1. 哈马德-努韦姆：空手道 - 男子组手75公斤以下级
2. 阿卜杜拉·拉希迪：射击 - 男子飞碟双向
3. 纳赛尔-迈克拉德：射击 - 男子飞碟多向
4. 穆扎夫、迈克拉德、费汉：射击 - 男子飞碟多向团体

### 1銀牌
1. 阿卜杜拉-奥泰比：空手道 - 男子组手67公斤以下级
2. 穆罕默德-拉吉比：保龄球 - 男子精英赛
3. 阿卜杜拉·拉希迪、萨拉-穆塔伊里、扎伊德-穆塔伊里：射击 - 男子飞碟双向团体
4. 迪哈尼、阿法西、穆塔伊里：射击 - 男子飞碟双多向团体
5. 哈立德·穆扎夫：射击 - 男子飞碟多向
6. 穆罕默德-拉吉比：保龄球 - 男子个人

### 1銅牌
1. 优素福-哈尔比：空手道 - 男子个人型